# Lauderdale-by-the-Sea
Lauderdale-by-the-Sea ist eine Stadt im Broward County im US-Bundesstaat Florida. Das U.S. Census Bureau hat bei der Volkszählung 2020 eine Einwohnerzahl von 6.198 ermittelt.

## Geographie
Die geographischen Koordinaten sind: 26,19° Nord, 80,10° West. Das Stadtgebiet hat eine Größe von 3,2 km².
Lauderdale-by-the-Sea befindet sich direkt am Atlantischen Ozean, etwa 45 Kilometer nördlich von Miami. Die Stadt grenzt an Pompano Beach, Sea Ranch Lakes und Fort Lauderdale. Durch das Stadtgebiet führen die Florida State Roads A1A und 870.

## Demographische Daten
Laut der Volkszählung 2010 verteilten sich die damaligen 6056 Einwohner auf 6653 Haushalte, davon sind die meisten als Zweitwohnsitz genutzte Ferienwohnungen. Die Bevölkerungsdichte lag bei 4658,5 Einw./km². 96,3 % der Bevölkerung bezeichneten sich als Weiße, 1,2 % als Afroamerikaner, 0,1 % als Indianer und 0,8 % als Asian Americans. 0,6 % gaben die Angehörigkeit zu einer anderen Ethnie und 0,9 % zu mehreren Ethnien an. 8,8 % der Bevölkerung bestand aus Hispanics oder Latinos.
Im Jahr 2010 lebten in 7,2 % aller Haushalte Kinder unter 18 Jahren sowie 49,1 % aller Haushalte Personen mit mindestens 65 Jahren. 44,0 % der Haushalte waren Familienhaushalte (bestehend aus verheirateten Paaren mit oder ohne Nachkommen bzw. einem Elternteil mit Nachkomme). Die durchschnittliche Größe eines Haushalts lag bei 1,68 Personen und die durchschnittliche Familiengröße bei 2,33 Personen.
7,4 % der Bevölkerung waren jünger als 20 Jahre, 12,0 % waren 20 bis 39 Jahre alt, 30,6 % waren 40 bis 59 Jahre alt und 51,2 % waren mindestens 60 Jahre alt. Das mittlere Alter betrug 60 Jahre. 49,0 % der Bevölkerung waren männlich und 51,0 % weiblich.
Das durchschnittliche Jahreseinkommen lag 2023 bei 81.020 $, dabei lebten 6,7 % der Bevölkerung unter der Armutsgrenze.
Im Jahr 2000 war Englisch die Muttersprache von 88,51 % der Bevölkerung, spanisch sprachen 5,01 % und 6,48 % hatten eine andere Muttersprache.
|           | 1950 | 1960  | 1970  | 1980  | 1990  | 2000  | 2010  | 2019  |
| --------- | ---- | ----- | ----- | ----- | ----- | ----- | ----- | ----- |
| Einwohner | 234  | 1.327 | 2.879 | 2.639 | 2.990 | 2.563 | 6.056 | 6.664 |

## Sehenswürdigkeiten
Am 31. Mai 2001 wurde das vor der Küste gelegene Schiffswrack der SS Kopenhagen in das National Register of Historic Places eingetragen.

## Wirtschaft
Die größten Arbeitgeber waren 2018:
| Arbeitgeber                         | Arbeitnehmer |
| ----------------------------------- | ------------ |
| Aruba's Beach Café Restaurant       | 172          |
| Sea Watch Restaurant                | 103          |
| Blue Moon Fish Company - Restaurant | 100          |
| Village Grill-Restaurant            | 80           |
| Benihana-Restaurant                 | 61           |
| Mulligans                           | 53           |